# サウジ基礎産業公社
サウジ基礎産業公社（英: Saudi Basic Industries Corporation）は、1976年に設立された石油化学製品、化学薬品、工業用ポリマー、肥料、および金属を取り扱う多角的製造会社であり、Tadawulに記載されている中東とサウジアラビアで二番目に大きい公開会社である。サウジアラビア基礎産業公社と呼ばれることもあり、英文社名の頭字語である SABIC も広く知られている。
2020年、サウジアラムコはサウジアラビアのパブリック・インベストメント・ファンドが保有するSABICの株式（70％）を取得した。
サウジ基礎産業公社は2018年時点で世界中に事業拠点を持つ石油化学大手企業であり、日本にも栃木県真岡市にプラスチック製品の製造に関する事業部門（SABICジャパン合同会社）が置かれている。